# Alsodes valdiviensis
Alsodes valdiviensis е вид жаба от семейство Cycloramphidae.

## Разпространение
Видът е разпространен в Чили.